# Богданович, Кирилл Всеволодович
Кири́лл Все́володович Богдано́вич  (17 декабря 1919 — 17 января 1978) — советский писатель, сибирский краевед и библиофил.

## Биография
Кирилл Всеволодович Богданович родился 17 декабря 1919 года в городе Жмеринка Винницкой области. В 1927 году Кирилл Всеволодович Богданович с семьёй был выслан с Украины в Томск, где окончил семилетнюю школу. В 1936 году семья переехала в Красноярск.
Окончив обучение в школе, Богданович поступил в Красноярский педагогический институт на факультет литературы. После окончания института в 1942 году Кирилл Богданович был направлен в село Аскиз учителем русского языка и литературы. После был призван в армию и зачислен курсантом Киевского военного училища связи в Красноярске, а после переведён в Киев.
В 1945 году в звании лейтенанта Кирилл Всеволодович Богданович участвовал в боях в Польше. Был демобилизован в июле 1946 года и вернулся в Красноярск.
Работал в газетах «За кадры», «Красноярский железнодорожник» и «Красноярский рабочий». В 1955 году заочно окончил Московский полиграфический институт по специальности редактор, и с 1964 года начал работать по профессии. Работал старшим редактором, а после до 1977 года занимал пост заведующего отделом научно-технической информации института «Промстройниипроект».

## Литературная деятельность
Во время работы в газетах «За кадры», «Красноярский железнодорожник» и «Красноярский рабочий» Кирилл Богданович увлёкся краеведением и историей декабристов, народовольцев и марксистов в Красноярске. Один из участников клуба книголюбов в Красноярске, созданном в 1965 году.
В 1963 году в альманахе «Енисей» была опубликована статья Кирилла Богдановича «Осада». В 1966 году вышла первая часть романа «Люди Красного Яра», а 1972 году и вторая часть книги. Окончательный вариант книги «Люди Красного Яра» вышел в 1977 году.
Кирилл Всеволодович Богданович является автором следующих произведений:
- Путеводитель «Красноярск», в соавторстве с Лопатиным, 1969 год;
- Сборник рассказов «Люди Красного Яра», 1966;
- Вторая книга «Люди Красного Яра», 1972;
- «Становление города у Красного Яра», 1987.